# Hapalogenys mucronatus
Hapalogenys mucronatus is een straalvinnige vissensoort uit de familie van grombaarzen (Hapalogenyidae). De wetenschappelijke naam van de soort is voor het eerst geldig gepubliceerd in 1850 door Eydoux & Souleyet.